# アーデルハイト・フォン・メッツ

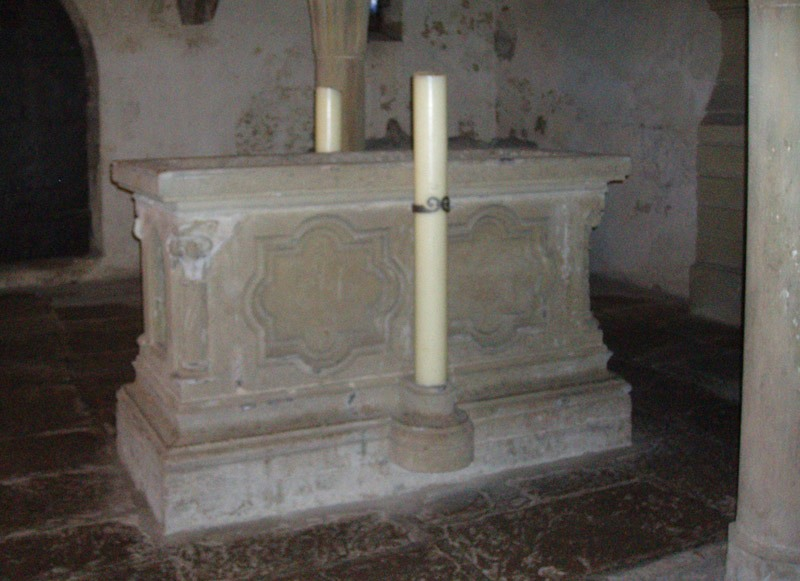
エーリンゲン協同教会にあるアーデルハイトの石棺

アーデルハイト・フォン・メッツ（ドイツ語：Adelheid von Metz, 970年ごろ - 1039/46年5月9日）は、マットフリーデ家のアダルベルトとゲルハルトの姉妹。神聖ローマ皇帝コンラート2世の母。

## 生涯
アーデルハイトはザーリアー家のハインリヒ・フォン・シュパイアーと結婚し、989/1000年のハインリヒの死後にフランケン貴族（ポッポ5世とも考えられている）と再婚した。1037年にアーデルハイトはエーリンゲン参事会修道院（現エーリンゲン協同教会）を設立し、13世紀以降、アーデルハイトはこの修道院の地下にある石棺内に埋葬されている。
ハインリヒとアーデルハイトとの間には2人の子女が生まれた。娘ユーディト（1034年4月30日以前、恐らく998年に没）はヴォルムス大聖堂に埋葬された。息子コンラートは1024年にコンラート2世としてローマ王に選ばれ、1027年に皇帝として戴冠した。
2度目の結婚により、アーデルハイトはレーゲンスブルク司教ゲプハルト3世および娘ベリツァ（カルフ伯ハルトヴィヒと結婚）の母となり、ベリツァから後の教皇ウィクトル2世が生まれた。